# Ljoedmila Boebtsjikova
Ljoedmila Michajlovna Boebtsjikova (Russisch: Людмила Михайловна Бубчикова) (Moskou, 23 maart 1945) was een basketbalspeler van het nationale damesteam van de Sovjet-Unie. Ze werd Meester in de sport van de Sovjet-Unie, Internationale Klasse.

## Carrière als speler
Boebtsjikova speelde haar gehele carrière van 1955 tot 1975 voor Dinamo Moskou. Met die club werd ze derde om het Landskampioenschap van de Sovjet-Unie in 1966. Met RSFSR Moskou werd ze tweede om het landskampioenschap van de Sovjet-Unie in 1967. Als speler voor het nationale team van de Sovjet-Unie won ze goud op de Europese kampioenschappen in 1968 en 1970. In 1975 stopte ze met basketballen.

## Erelijst (speler)
- Landskampioen Sovjet-Unie:
  - Tweede: 1967
  - Derde: 1966
- Europees Kampioenschap: 2
  - Goud: 1968, 1970